# Cactus (filme)
Cactus é um filme de suspense produzido na Austrália, dirigido por Jasmine Yuen-Carrucan e lançado em 2008.